# Espace vital (recueil)
Pour les articles homonymes, voir Espace vital (homonymie).
Espace vital (titre original : Earth Is Room Enough) est un recueil de nouvelles de science-fiction d'Isaac Asimov paru en 1957 et publié pour la première fois en France en 1976.

## Nouvelles
- Espace vital ((en) Living Space, 1956)
- Les Cendres du passé ((en) The Dead Past, 1956)
- Effet miroir ((en) Mirror Image, 1972)
- Devoir civique ((en) Franchise, 1955)
- Le Pacte ((en) Gimmick Three, 1956)
- Des histoires pour gosses ((en) Kid Stuff, 1953)
- Avec de l'eau partout ((en) The Watery Place, 1956)
- Le Message ((en) The Message, 1955)
- Satisfaction garantie ((en) Satisfaction Guaranteed, 1951)
- Le Feu de l'enfer ((en) Hell-Fire, 1956)
- La Dernière Trompette ((en) The Last Trump, 1955)
- Le Barde immortel ((en) The Immortal Bard, 1953)
- Un jour... ((en) Someday, 1956)

Il est à noter que ce recueil diffère un peu du recueil original. En effet, la nouvelle Effet miroir ((en) Mirror Image, 1972) a été rajoutée et les trois nouvelles suivantes n'ont pas été reprises :
- Ce qu'on s'amusait ! ((en) The Fun They Had, 1951)
- Le Plaisantin ((en) Jokester, 1956)
- Les Fournisseurs de rêves ((en) Dreaming Is a Private Thing, 1955)

## Éditions françaises
- Aux éditions Librairie des Champs-Élysées, collection Le Masque Science Fiction, no 40, 2e trimestre 1976, traduction Michel Deutsch, couverture de l'atelier Pascal Vercken  (ISBN 2-7024-0472-3) et 3e trimestre 1979.
- Aux éditions J'ai lu, collection Science-fiction, no 2055, mars 1987, traduction Michel Deutsch, couverture de Jim Burns puis avril 1987  (ISBN 2-277-22055-8) et juillet 1993.